# Pedicularis reynieri
Pedicularis reynieri är en snyltrotsväxtart som beskrevs av Bonati. Pedicularis reynieri ingår i släktet spiror, och familjen snyltrotsväxter. Inga underarter finns listade i Catalogue of Life.